# 佐藤成
佐藤 成（さとう ひとし、英語：Satoh Hitoshi、1924年 - 2017年）岩手県生まれの元教師、著作者。

## 人物
1924年（大正13年）に生まれる。盛岡農林専門学校（高農）を卒業してから、広島県の農学校教師、昭和25年に岩手県公立高等学校の農業教師と成り、宮沢賢治が教壇に立った岩手県立花巻農学校へ後任してから、岩手県立花巻農業高等学校と宮沢賢治記念館に勤務する。宮沢賢治の理想像を見出し2017年（平成29年）に死去した。

## 作品
- 『証言 宮沢賢治先生―イーハトーブ農学校の1580日』（農村漁村文化協会）
- 『宮沢賢治―他人への道』
- 『宮沢賢治の五十二箇月―教師としての賢治像』

監修
- 『イーハトーブ農学校の賢治先生』（漫画：魚戸おさむ）

## CD
『"イーハトーブ農学校の賢治先生"を語る』（でくのぼう出版）